# لورانس أوتيس غراهام
لورانس أوتيس غراهام (بالإنجليزية: Lawrence Otis Graham)‏ هو محامي وكاتب أمريكي، ولد في 1962.

## وصلات خارجية
- الموقع الرسمي